# Bruchopria
Bruchopria (лат.) — род паразитических мирмекофильных наездников семейства диаприиды надсемейства Diaprioidea (или Diaprioidea, Diapriini) подотряда стебельчатобрюхие отряда перепончатокрылые насекомые. Южная Америка: Аргентина, Бразилия, Уругвай. Мелкие бескрылые или с остатками крыльев насекомые (длина 2—2,7 мм). Тело гладкое и блестящее, коричневое. Формула щупиков 4-2. Усики самок и самцов 13-члениковые. От других членов трибы Spilomicrini род Bruchopria отличается уникальной тонкой «бархатистой» морщинистостью метаплеврона, проподеума и петиоля. Ассоциированы с огненными муравьями Solenopsis richteri (Solenopsidini) и с муравьями-листорезами Acromyrmex lundii (Attini)

- Bruchopria hexatoma
- Bruchopria pentatoma typus
- Bruchopria tucumana (Brethes)